# John Stewart, 1. Earl of Atholl

Wappen der Earls of Atholl aus dem Haus Stewart

John Stewart, 1. Earl of Atholl (* um 1440; † 15. September 1512 in Laighwood), war ein schottischer Adliger aus der Familie Stewart.

## Leben
Er war ein Sohn des Sir James Stewart of Lorne und der ehemaligen schottischen Königin Joan Beaufort.
Er wurde zum Ritter geschlagen und erwarb Balvenie Castle. Um 1457 verlieh ihm sein Halbbruder König Jakob II. den erblichen Adelstitel Earl of Atholl. 1460 wurde ihm auch der nachgeordnete erbliche Titel Lord Balveny verliehen. Der Earl beteiligte sich 1475 aktiv an der Niederwerfung des Aufstandes des Lord of the Isles, John MacDonald, 11. Earl of Ross, und kommandierte die Armee Jakobs III. gegen die rebellischen Lords. Seit 1484 war er schottischer Botschafter in England.
1459/60 heiratete er in erster Ehe Margaret, Tochter des Archibald Douglas, 5. Earl of Douglas. Margaret war die Erbin ihres Bruders und der König stattete beide anlässlich ihrer Eheschließung reichlich mit Gütern aus. Nach Margarets Tod heiratete er 1475 in zweiter Ehe Eleanor († 1519), Tochter des William Sinclair, 1. Earl of Caithness.

## Nachkommen
Aus seiner ersten Ehe mit Margaret hatte John vier Töchter:
- Catherine Stewart, ⚭ John Forbes, 6. Lord Forbes
- Joan Stewart († 1510), ⚭ Alexander Gordon, 3. Earl of Huntly
- Margaret Stewart, ⚭ William Murray of Tullibardine
- Elizabeth Stewart († um 1510), ⚭ Andrew Gray, 2. Lord Gray

Mit seiner zweiten Gattin Eleanor hatte er folgende Kinder:
- John Stewart, 2. Earl of Atholl († 1521)
- Elizabeth Stewart, ⚭ 1511 John Stewart, 3. Earl of Lennox
- Marjory Stewart († 1524), ⚭ Colin Campbell of Glenorchy
- Janet Stewart, ⚭ 1507 James Arbuthnott of that Ilk
- Andrew Stewart († 1542), Bischof von Caithness 1518
- Elspeth Stewart, ⚭ Robert Innes of Innermarky
- Isabel Stewart, ⚭ Alexander Robertson of Strowan